# Huil van de Wolff
Huil van de Wolff is een interactief artistiek kunstwerk in Amsterdam-Centrum.
Bedenker is componist Martijn Padding in samenwerking met Johan van der Kreij (programmeur en sonoloog) en René Bakker (instrumentmaker). Hij wilde/Zij wilden de herinnering levend houden aan hoornist en concertorganisator Jan Wolff. Wolff organiseerde concerten in De Ysbreeker, maar vond die zaal steeds minder geschikt. Het mondde uit in de bouw van het in 2005 opgeleverde Muziekgebouw aan 't IJ. 
Het kunstwerk werd op 22 december 2015 in gebruik genomen. Sindsdien laat het op elke 22e van de maand om 20.00 uur een klein concert horen. Er wordt onder de klanken van wolfsgehuil, scheepshoorn en kabbelend water afhankelijk van weersinvloeden (temperatuur, luchtvochtigheid, windrichting en –snelheid) klanken voortgebracht. Wolff was verzot op varen en kapitein op sleepboot Anna Sophia. Soms vindt bij de installatie een klein concertje plaats van levende klassieke muziek zoals op 22 augustus 2022 (tien jaar na overlijden van Wolff) het hoornduet Call van Louis Andriessen.
Het kleine monument staat onder de grote overstek van het Muziekgebouw recht voor Café 4:33, een café vernoemd naar de compositie 4'33" van John Cage.

De zuil draagt de tekst in Nederlands en Engels; 
Elke 22e van de
maand op 20.00 uur
klink hier Huil
van de Wolff
Een eerbetoon
aan geestelijk
vader van het 
Muziekgebouw
Jan Wolff (1941-2012)
 Het alleen leesbaar als men diverse keren rondom loopt.